# Герб Піауї

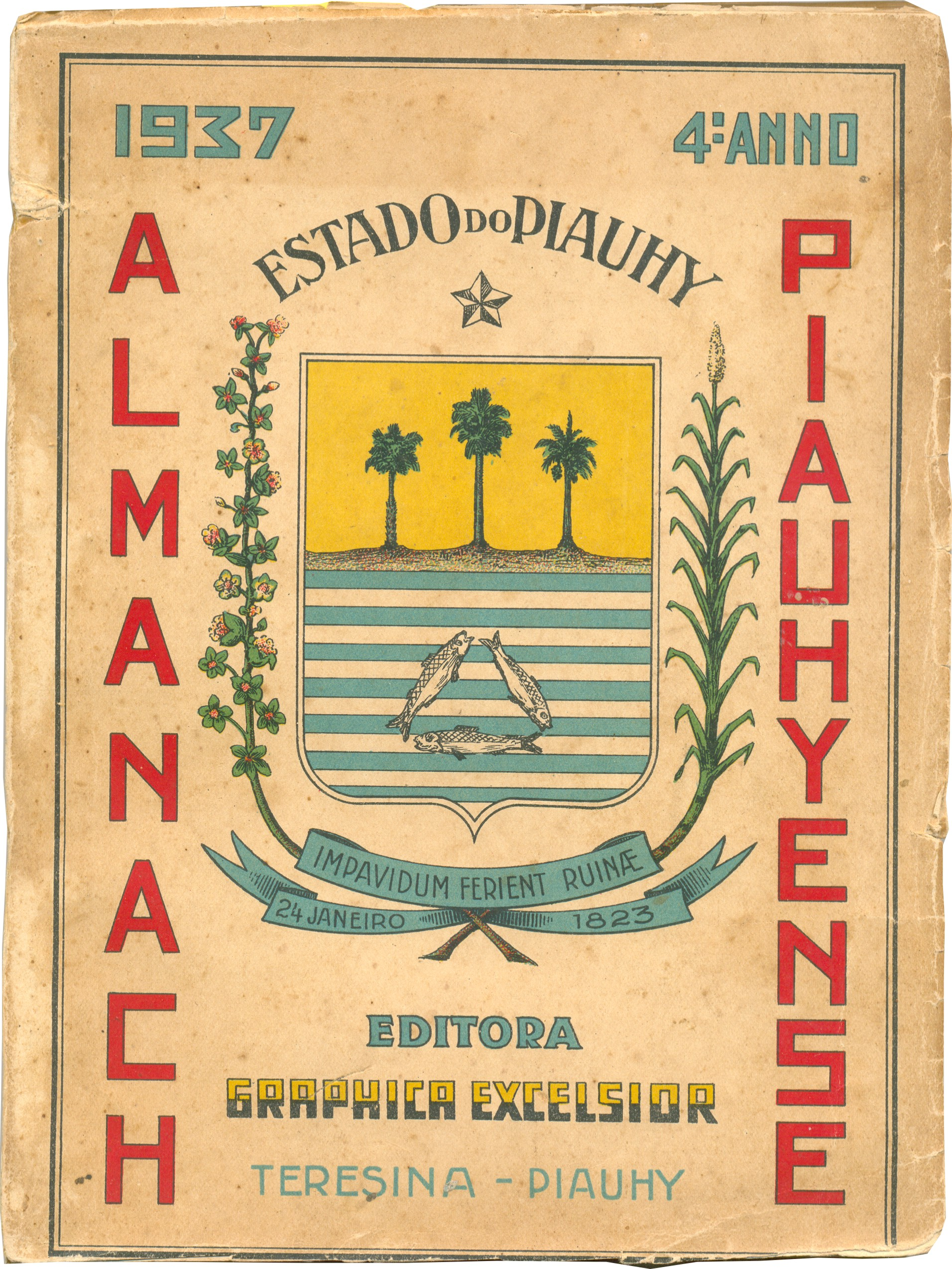
Герб Піауї на обкладинці видання Almanach Piauhyense 1937 року.

Версія згідно з публікаціями уряду Піауї в 1920-1930-х роках.

Герб штату Піауї — геральдична емблема та один з офіційних символів бразильського штату Піауї.

## Історія
Щорічник Піауї за 1935 рік повідомляє, що держава вже мала попередній герб і що в 1922 році його замінив нинішній, який став офіційним законом № 1.050, прийнятим 24 липня 1922 року.
Геральдичний дизайн — письменник та інтелектуал Луїс Мендес Рібейро Гонсалвес.

## Геральдичний опис
- a) французький щит[4] пересычений, у верхньому золотому полі із зеленою основою один на однаковій відстані, три пальми, корінні для Піауї — карнахуба (Arrudaria cerifera), на права рука нагадує кочовий і скотарський етап проникнення бандейрантів на незайману територію; буріті (Mauricia vinifera), у центрі, що позначає наступну епоху заселення та встановлення ядра населення та вирощування таррасу, і бабассу (), ліворуч, що свідчить про еволюцію економіки; у нижньому посмугованому синьо-срібно полі щита розташовані у формі трикутника три срібні рибини піау, що символізують найбільші річки Піауї — Парнагібу, Канінде та Поті. Блакитні суги, яких сім, відповідають основним притокам на правому березі річки Парнагіба. Відокремлюючи поля та розмежовуючи щит, є також філігранка та обідок з емальованих ковток, обидва вузькі[5].
- б) срібна п'ятипроменева зірка у верхній частині голови щита символізує прагнення до прогресу.
- c) пара гілок навколо щита із золота та срібла, відповідно, бавовни праворуч і цукрової тростини ліворуч від герба символізують два основних сільськогосподарських виробництва штату, вони пов'язані кобальтово-блакитною стрічкою з кінцями у формі хреста святого Андре, які містять золотими літерами напис, прийнятий для держави — Impavidum ferient ruinae — і дату проголошення незалежності 24 січня 1823 року[6].

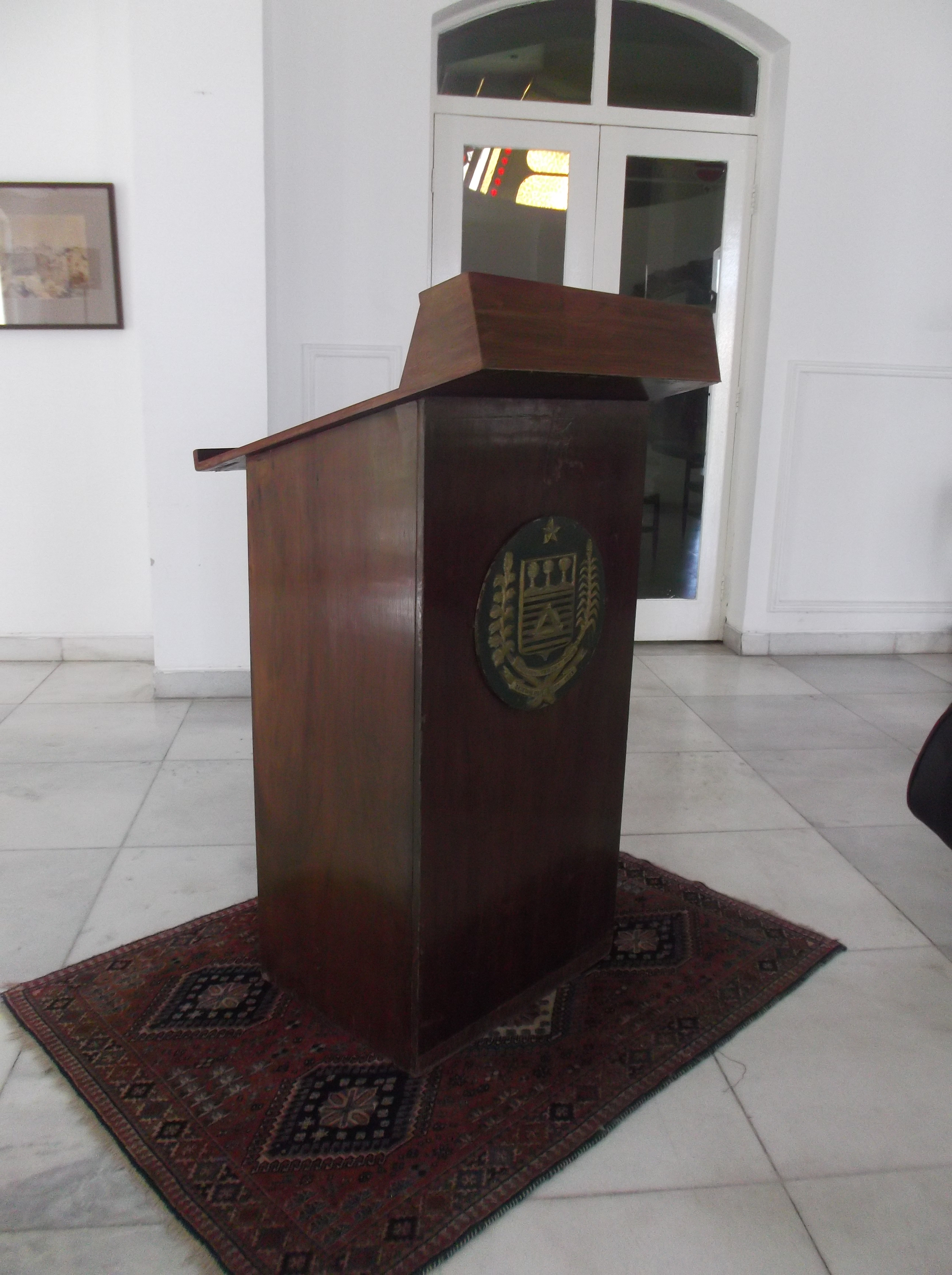
Герб Піауї на трибуні губернатора Піауї в палаці Карнак
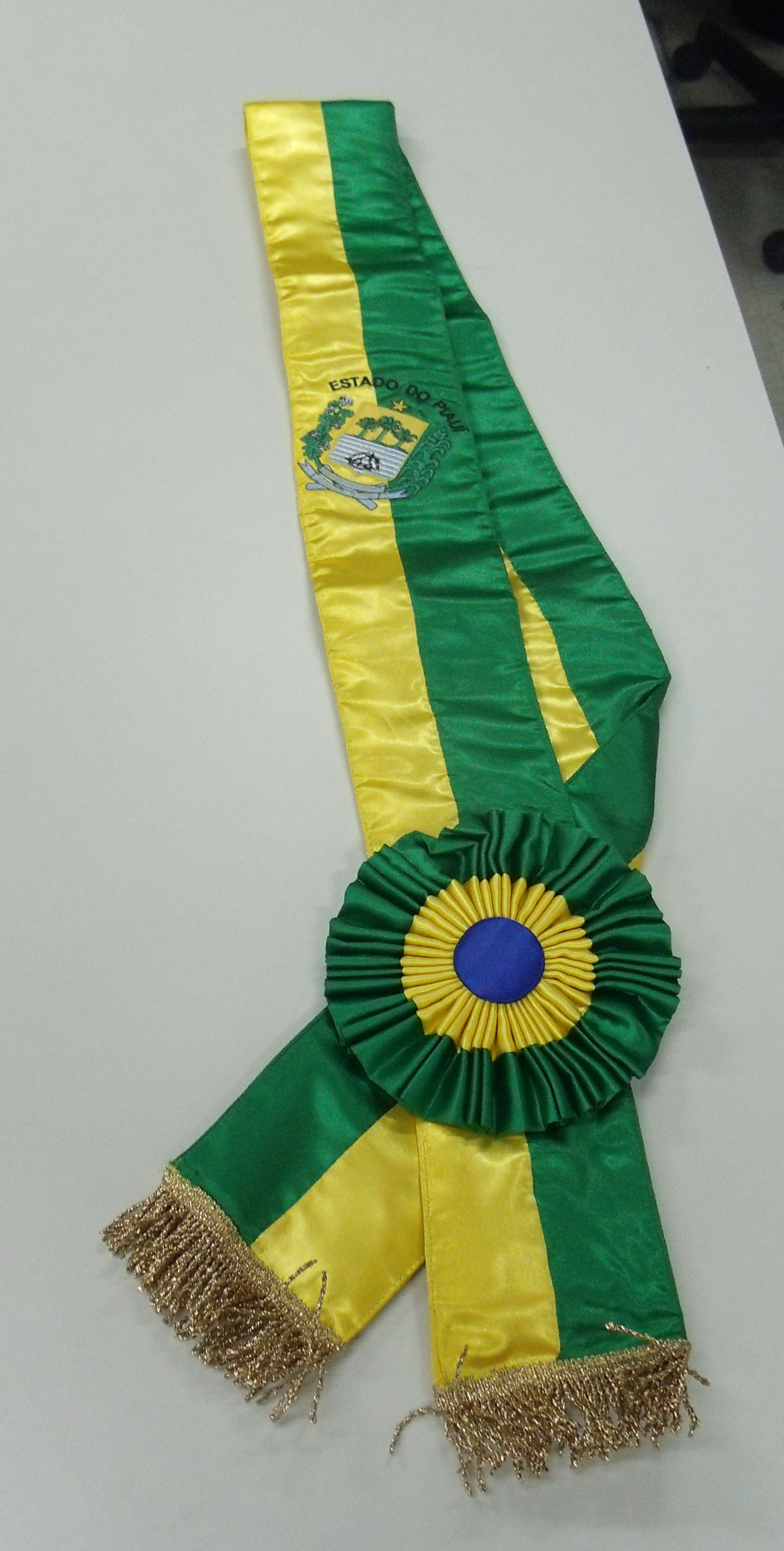
Герб на передній частині урядової стрічки Піауї
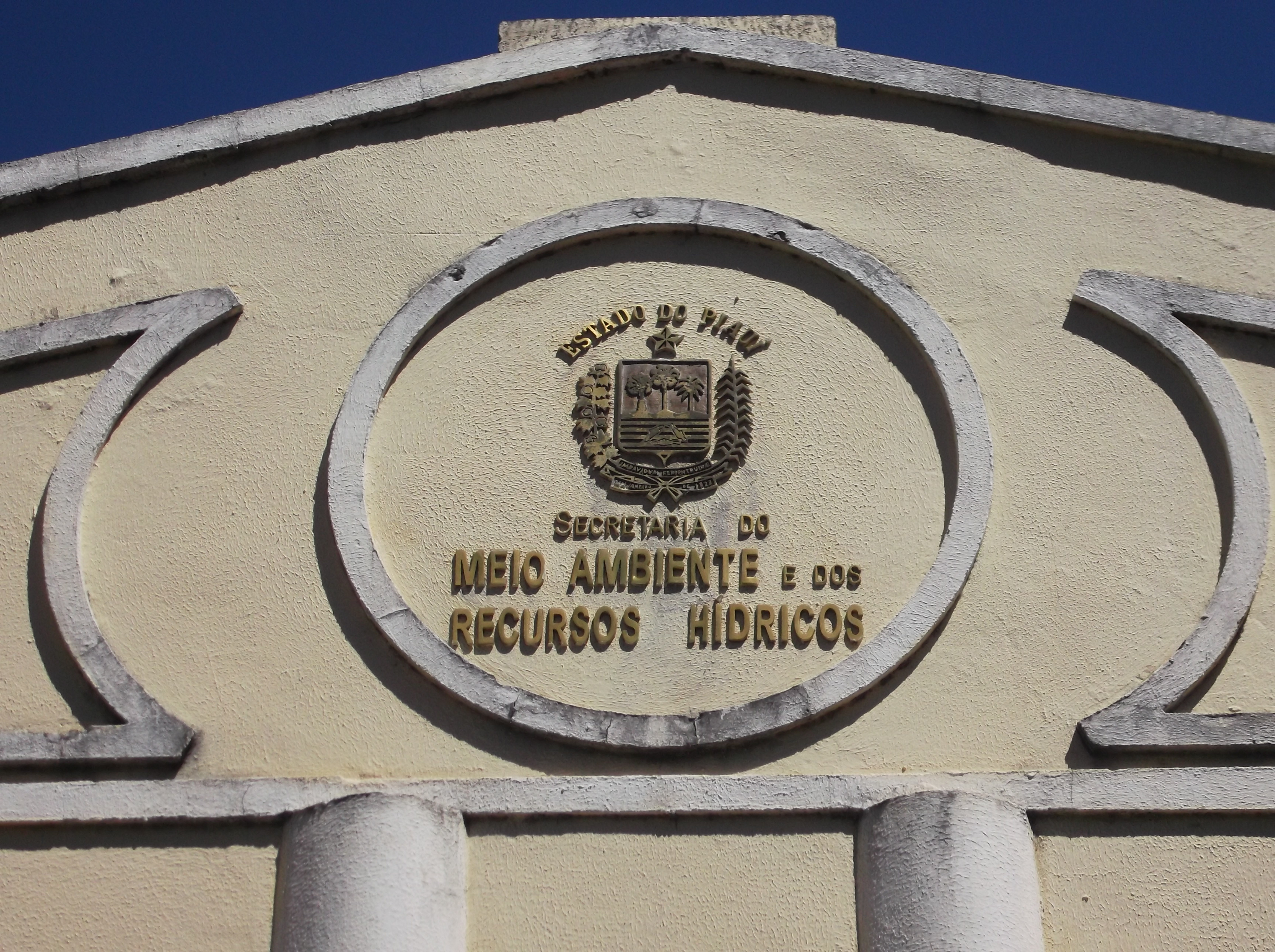
Герб на передній частині портика зооботанічного парку Терезіна
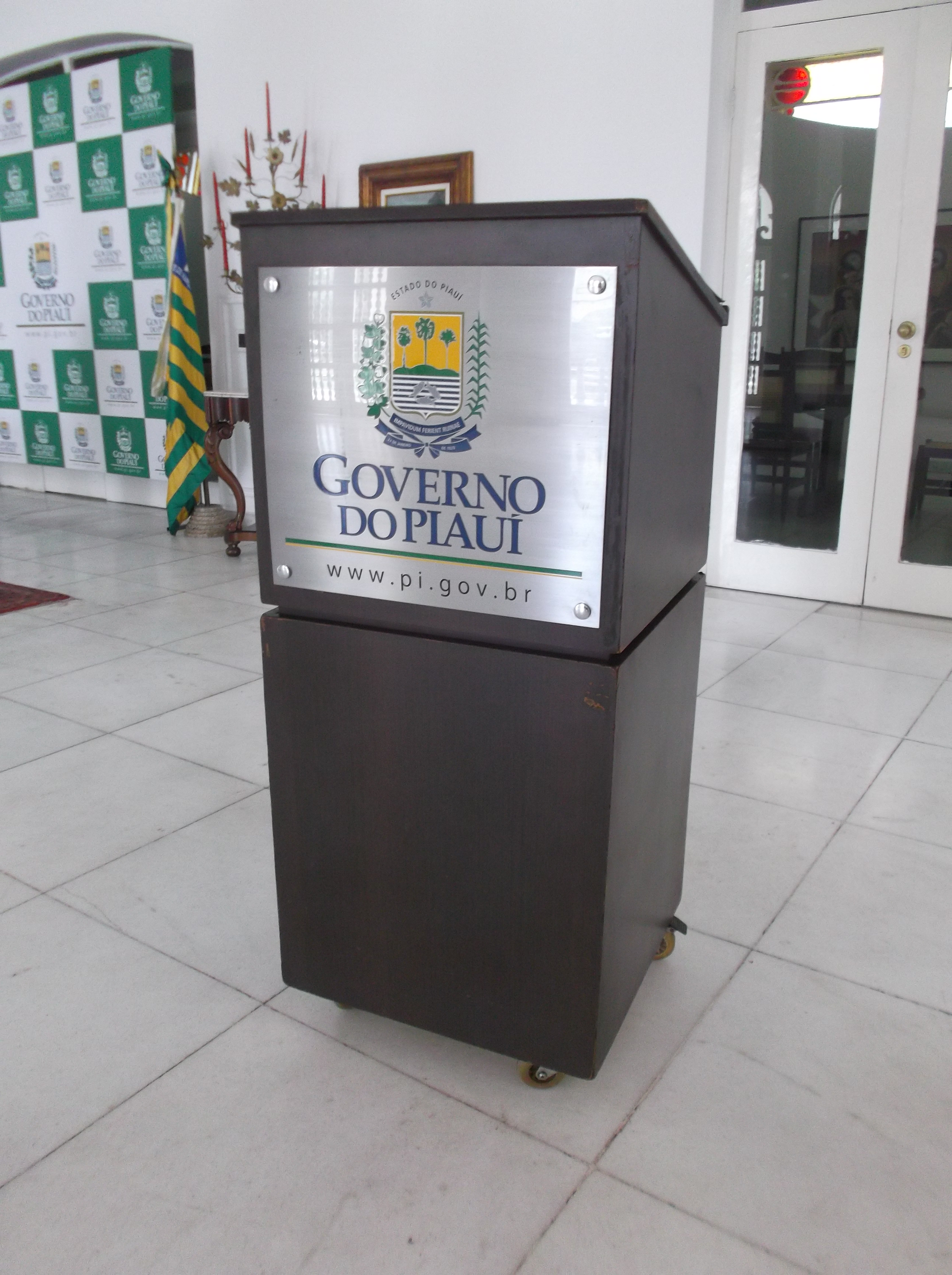
На трибуні уряду Піауї
Піау герба, що складає військово-морську геральдику на лінійному кораблі, який віддає шану штату
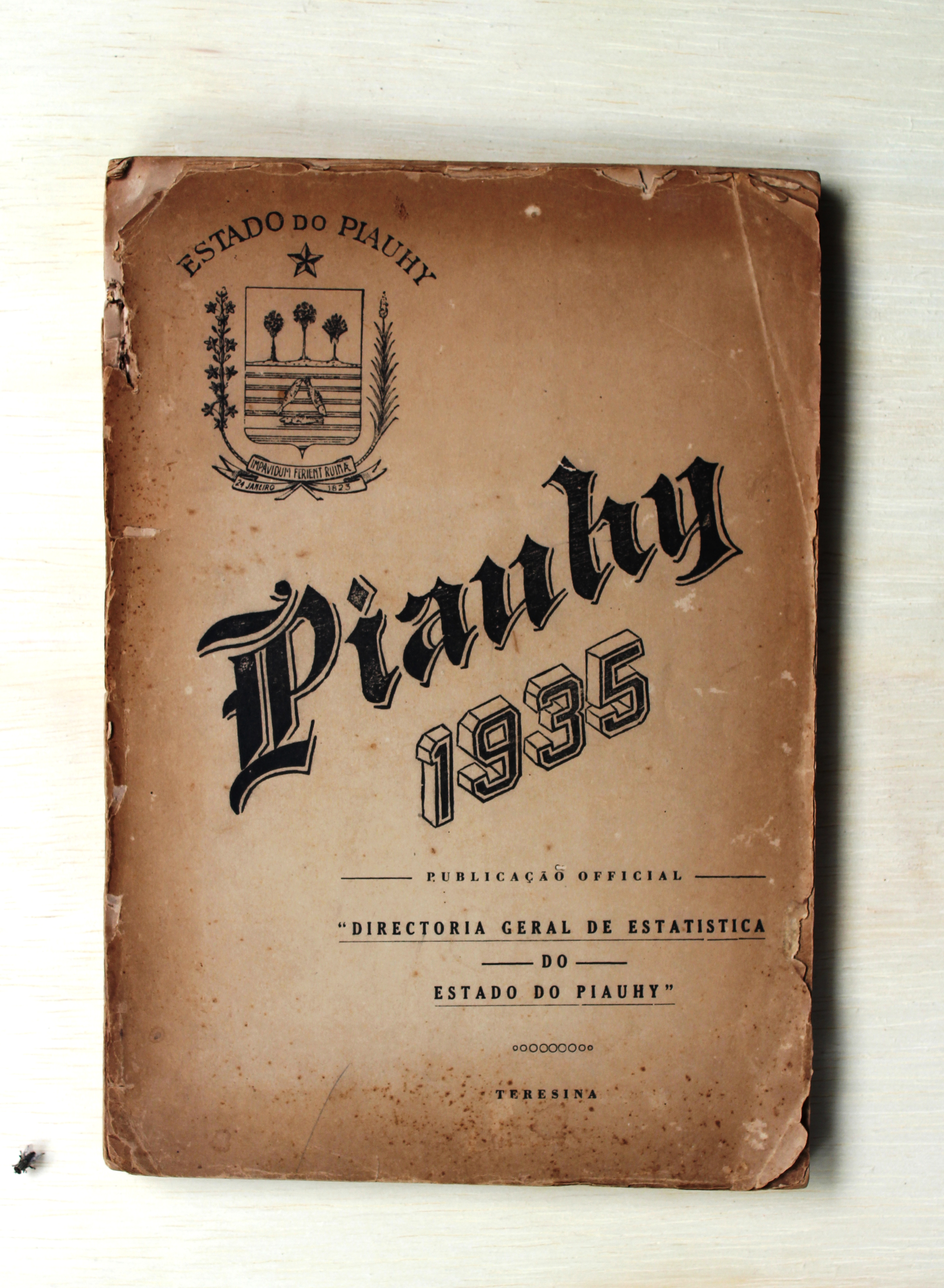
Герб у щорічнику Piauí за 1935 рік
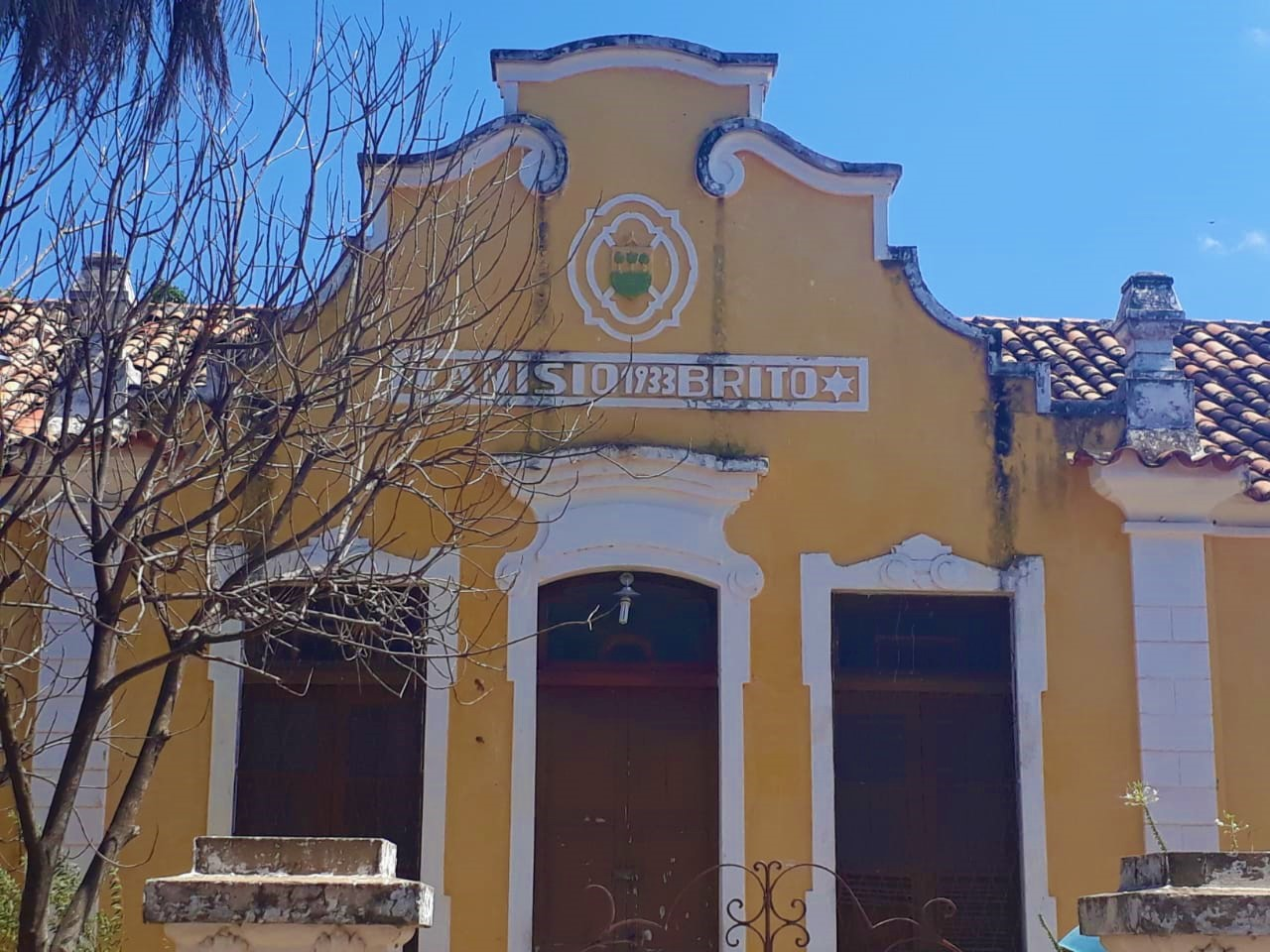
Попередній герб на фронтоні школи Анісіо Бріто в Піракуруці